# 2. октобар
2. октобар (2.10.) је 275. дан у години по грегоријанском календару (276. у преступној години). До краја године има још 90 дана.

## Догађаји
- 1187 — Арапски војсковођа и египатски султан Саладин преотео Јерусалим од хришћана, што је 1189. изазвало Трећи крсташки рат.
- 1608 — Холандски оптичар Ханс Липершеј приказао у Хагу први телескоп.
- 1870 — Папске државе плебисцитом одлучиле да се уједине са Италијом, а престоница Италије премештена из Фиренце у Рим.
- 1924 — Лига народа усвојила Женевски протокол за мирно решавање међународних спорова.
- 1935 — Италија напала Абисинију и сломивши отпор етиопских војника окупирала земљу. Лига народа осудила агресију, а 19. октобра увела санкције Италији.
- 1944 — После 63 дана тешких борби Немци угушили устанак становника Варшаве. Погинуло око 250.000 Варшављана, велик број завршио у нацистичким концентрационим логорима, а град готово потпуно уништен.
- 1946 — Зрењанин добио данашње име. На свечаној седници Градског народног одбора тадашњег Петровграда одлучено да, поводом двогодишњице ослобођења града од немачке окупације, добије име по народном хероју Жарку Зрењанину.
- 1975 — Јапански цар Хирохито стигао у Вашингтон, у прву посету неког јапанског суверена САД.
- 1989 — Завршава се шаховски турнир у Тилбургу, Холандија, победом Гарија Каспарова.
- 1990 —
  - На аеродрому у кинеском граду Гуангџоу погинуло 127 људи када је отет кинески авион ударио у два авиона на аеродромској писти.
  - Незадовољни политиком нове хрватске власти, Срби из Книнске крајине блокирали железнички и друмски саобраћај и тиме прекинули све везе из Београда и Загреба ка јадранској обали.
- 1991 — Почели сукоби хрватских снага и Југословенске народне армије око Дубровника. У наредним данима опустошена околина града, а стари град гранатиран и остао без струје и воде.
- 1998 — Жан Пол Акајесу, бивши мајор армије Руанде, оптужен за геноцид и злочине против човечности, осуђен у Хагу на три доживотне робије.
- 1999 — Кина и Русија прославиле, првом заједничком војном вежбом, 50. годишњицу дипломатских односа две земље.
- 2000 — Током постизборне кризе у Југославији Слободан Милошевић се путем државне телевизије обратио нацији и изјавио да му је „савест потпуно мирна“, док се талас незадовољства његовом вишегодишњом владавином ширио земљом. Генерални штрајк и блокаде путева паралисали Србију, штрајкови и протести почели и у државним медијима који су до тада били под Милошевићевом контролом.
- 2002 — Бивша председница Републике Српске Биљана Плавшић изјавила, преко видео-везе с трибуналом у Хагу, да се осећа кривом по тачки оптужнице која је терети за злочин против човечности током рата у Босни и Херцеговини, а Тужилаштво повукло преосталих седам тачака оптужнице, међу којима и ону за геноцид.
- 2003 — Јужноафрички писац Џон Максвел Куци добио Нобелову награду за књижевност за 2003.
- 2009 — Ирска на референдуму ратификовала Лисабонски споразум са 67,13% за ратификацију. На референдум је овог пута изашло 58% грађана Ирскае.

## Рођења
- 1847 — Паул фон Хинденбург, немачки државник и фелдмаршал. (прем. 1934)
- 1851 — Фердинанд Фош, француски маршал. (прем. 1929)
- 1869 — Махатма Ганди, назван Махатма, индијски национални вођа. (прем. 1948)
- 1883 — Карл фон Терцаги, отац механике тла. (прем. 1963)
- 1904 — Грејам Грин, енглески књижевник. (прем. 1991)
- 1935 — Омар Сивори, италијанско-аргентински фудбалер и фудбалски тренер. (прем. 2005)
- 1938 — Вишња Ђорђевић, српска примабалерина и кореографкиња. (прем. 2017)
- 1944 — Абас Арсланагић, бивши југословенски рукометаш и рукометни тренер.
- 1944 — Абдулах Сидран, босанскохерцеговачки песник и филмски сценариста.  (прем. 2024)
- 1945 — Мартин Хелман, амерички криптограф.
- 1948 — Дона Каран, америчка модна дизајнерка.
- 1951 — Стинг, енглески музичар и глумац.
- 1954 — Лорејн Брако, америчка глумица.
- 1956 — Горан Миљановић, српски фудбалер. (прем. 2008)
- 1960 — Теренс Винтер, амерички сценариста и продуцент.
- 1967 — Томас Мустер, аустријски тенисер.
- 1968 — Јана Новотна, чешка тенисерка. (прем. 2017)
- 1969 — Дејан Говедарица, српски фудбалер и фудбалски тренер.
- 1973 — Верка Сердјучка, украјински музичар и хумориста.
- 1978 — Ајуми Хамасаки, јапанска певачица.
- 1979 — Жарко Лазић, српски глумац и ТВ водитељ.
- 1980 — Горан Богдан, хрватски глумац.
- 1982 — Тајсон Чандлер, амерички кошаркаш.
- 1984 — Марион Бартоли, француска тенисерка.
- 1986 — Камила Бел, америчка глумица.
- 1987 — Џо Инглс, аустралијски кошаркаш.
- 1988 — Иван Зајцев, италијански одбојкаш.
- 1991 — Роберто Фирмино, бразилски фудбалер.
- 1992 — Алисон Бекер, бразилски фудбалски голман.
- 1992 — Шејн Ларкин, амерички кошаркаш.
- 1995 — Муса Нџај, норвешки фудбалер.
- 1997 — Тами Абрахам, енглески фудбалер.

## Смрти
- 829 — Михаило II Аморијац, византијски цар. (рођ. 770)
- 1803 — Самјуел Адамс, амерички политичар. (рођ. 1772)
- 1804 — Никола Кињо, француски проналазач, познат по томе што је изумео први аутомобил на свету. (рођ. 1725)
- 1973 — Паво Нурми, фински спортиста. (рођ. 1897)
- 1983 — Драгослав Грбић, српски књижевник. (рођ. 1926)[1]
- 1985 — Рок Хадсон, амерички филмски глумац. (рођ. 1925)
- 1996 — Андреј Луканов, бивши бугарски премијер. (рођ. 1938)
- 2018 — Смиља Аврамов, српски стручњак за међународно право и члан Сената Републике Српске. (рођ. 1918)
- 2018 — Бајо Џаковић, српски новинар и књижевник (рођ. 1960)

## Празници и дани сећања
- 1810 — Српски устаници у Првом српском устанку под вођством Карађорђа потукли, код Лознице, турску војску послату из Босне да угуши устанак.
- 1836 — Енглески природњак Чарлс Дарвин упловио на броду „Бигл“ у енглеску луку Фалмут после петогодишњих истраживања живог света у Јужној Америци и на острвима у јужном Пацифику, а која су значајно допринела развоју његове теорије о еволуцији.